# Soudage à l'électrode carbone

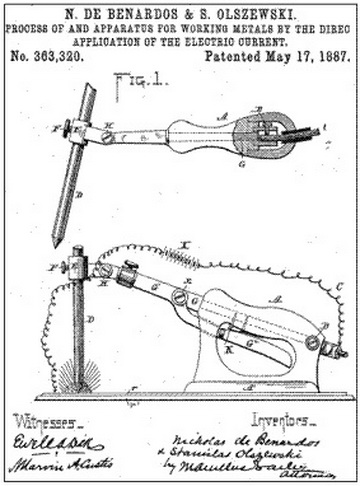
Brevet américain de 1887 pour la méthode de soudage à l'arc avec une électrode en graphite 'carbone), inventée par Olszewski et en 1885.

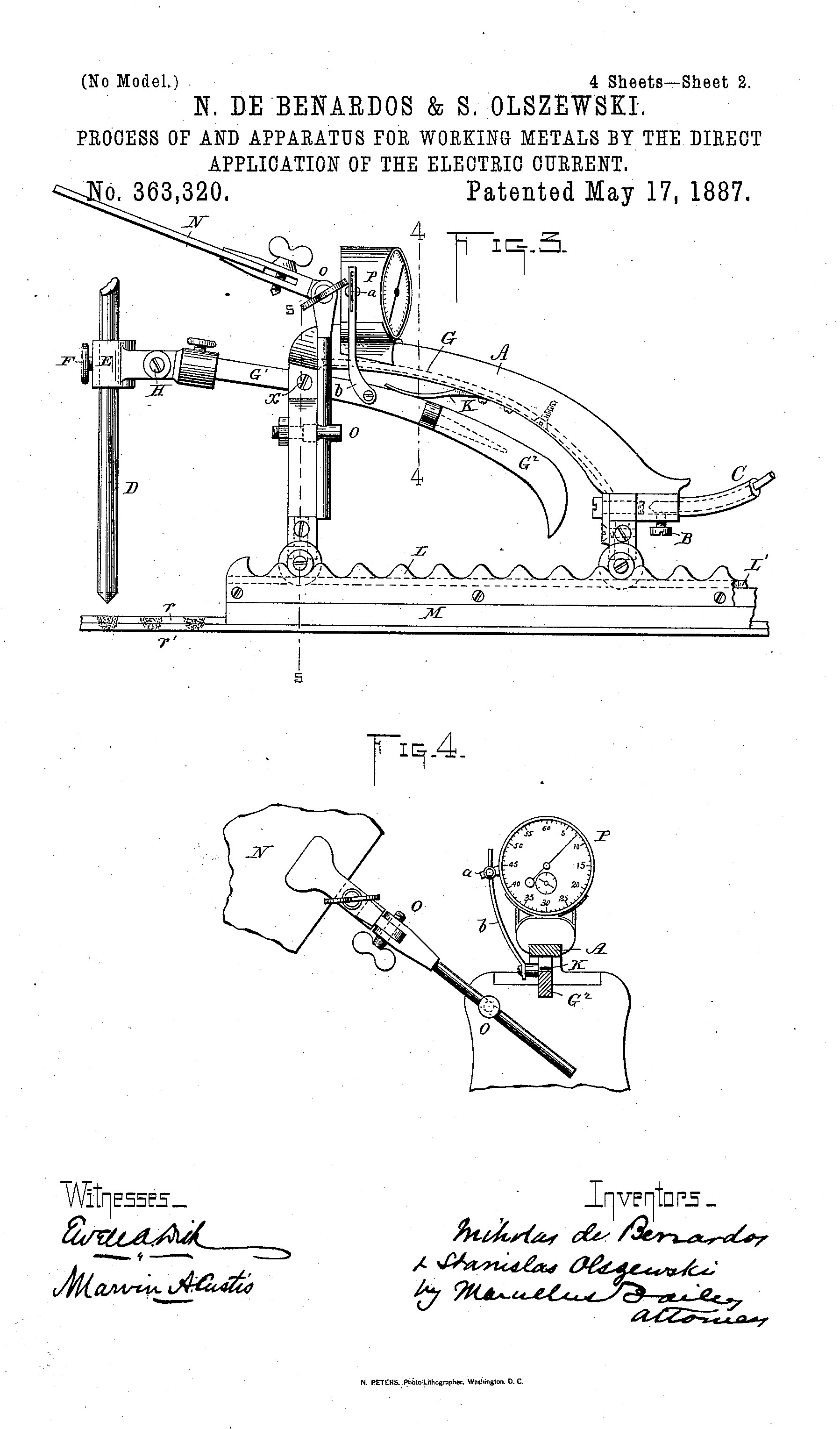
Brevet américain de 1887 avec la méthode de soudage d'Olszewski.

Le soudage à l'électrode carbone (en anglais : Carbon arc welding, CAW en abrégé) est un procédé de soudage de métaux utilisant une électrode non consommable en graphite (une des formes naturelles du carbone) ou en charbon. Il s’agit de la toute première technique de soudage industriel à l'arc pour l’assemblage de métaux ; elle n’est quasiment plus pratiquée aujourd’hui. Elle a directement précédé la méthode de soudage par électrode enrobée, actuellement largement utilisée, dans laquelle les électrodes de carbone non consommables sont remplacées par des électrodes en métal fusible et enrobé de flux. Malgré de nombreuses innovations utilisées dans les procédés ultérieurs, les principes de fonctionnement et la disposition des différents éléments restent inchangés à ce jour.
Dans la deuxième édition (1978) de la norme ISO 4063, le procédé est encore répertorié sous le numéro 181, mais disparait de la version suivante de 1990. En 2020, l'AWS décrit ce procédé (sous l'abréviation CAW) comme obsolète.

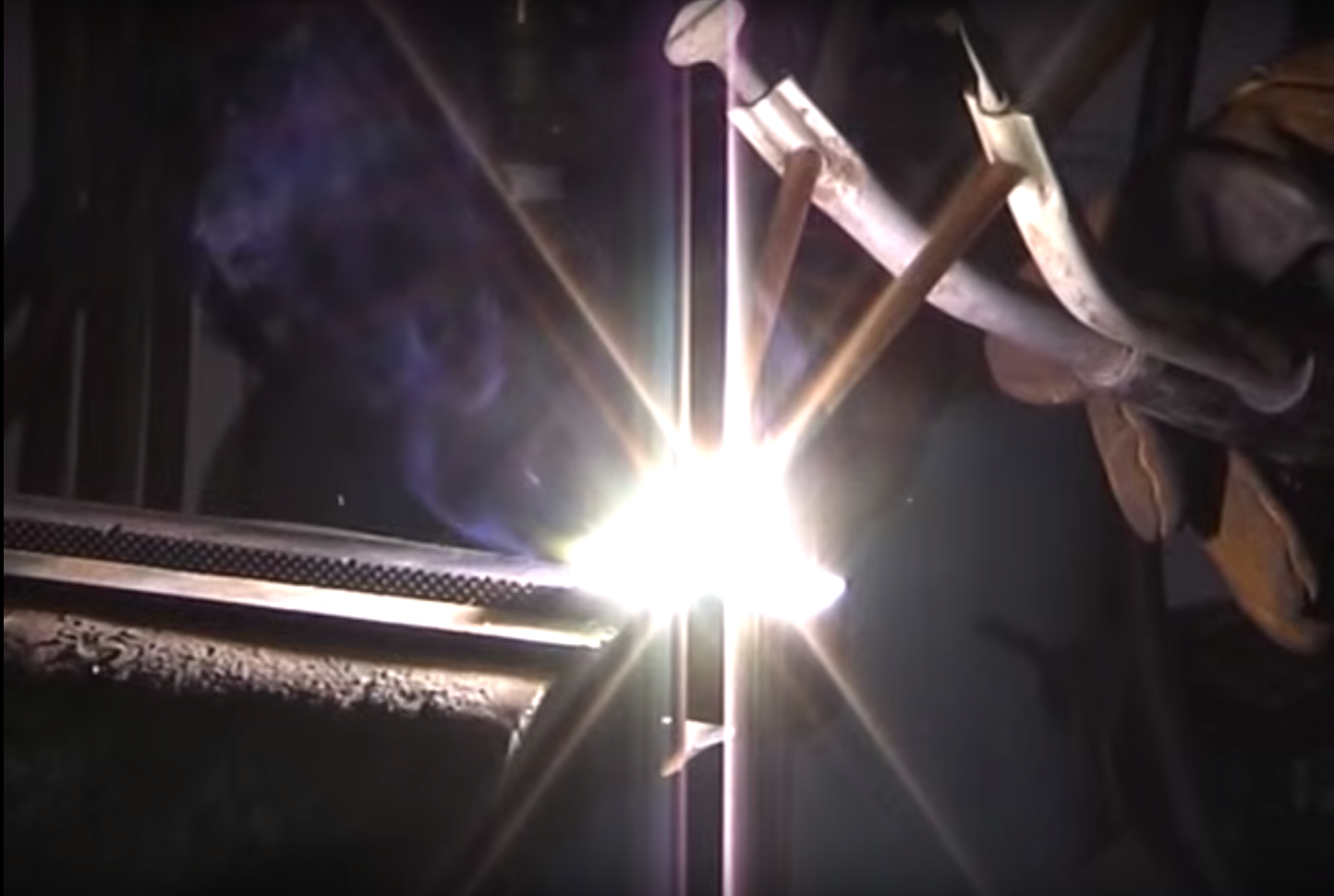
Torche à l'arc carbone (variante à deux électrodes en graphite).

## Terminologie
Les inventeurs ont initialement donné à leur méthode le nom Elektrogefest, qui vient de la combinaison de deux mots – « électricité » et du nom du dieu grec du feu, Héphaïstos. De l'utilisation d'une électrode de carbone non consommable, le nom technique du procédé a par la suite été appelé Carbon arc welding (CAW en abrégé).

## Histoire
Les inventeurs de cette méthode sont le russe Nikolay Benardos (en) (d'origine grecque), et le polonais Stanisław Olszewski (en), qui y travaillèrent ensembles dans les années 1881-1885. Les deux ingénieurs ont également conçu tous les éléments actuellement utilisés dans le processus de soudage, tels que le poste à souder avec un transformateur alimentée en courant alternatif, l'électrode placée dans la torche, la pince de masse et les câbles reliant le tout. De par sa simplicité d'utilisation, le procédé devint populaire dans le monde entier à tel point que le 10 octobre 1885, date à laquelle le brevet français fut délivré aux deux ingénieurs, est aujourd'hui considérée comme la date de naissance du soudage moderne,,.
Ce procédé a été breveté dans de nombreux pays européens. Pour la première fois le 10 octobre 1885 en France, puis en Belgique, en Grande-Bretagne, en Allemagne et en Suède. Un an plus tard, il était breveté en Russie. En 1887, en Espagne, aux États-Unis, en Autriche-Hongrie et en Italie.
Pour exploiter leur invention, ces ingénieurs ont également créé une entreprise portant le même nom que leur méthode (Elektrogefest). Les deux auteurs sont répertoriés dans les brevets internationaux en tant que co-inventeurs avec une participation égale à 50 % dans les bénéfices de cette innovation.

## Variantes
La méthode a connu un certain nombre de variantes et d'innovations ultérieures :
- Le soudage à l'arc double carbone (en anglais Twin Carbon Arc Welding, TCAW), dans lequel le soudage s'effectue entre deux électrodes de carbone,
- Le soudage à l’arc gaz-carbone (en anglais Gas Carbon Arc Welding, CAW-G[S 2]) n’est actuellement pas utilisé commercialement.

Ces deux sous procédés sont obsolète et ont été remplacés par des méthodes plus modernes (soudage à l'arc au tungstène) - (GTAW, également connu sous le nom de TIG), le Soudage plasma (PAW) et le soudage à l'hydrogène atomique (AHW) (procédé lui aussi aujourd'hui obsolète). Chacun de ces procédés utilise des électrodes solides qui ne sont pas consommées lors du processus de soudage.
Mais dans les procédés de découpage, le découpage à l'arc carbone (en anglais Carbon Arc Cutting, CAC) reste utilisé :
- le air carbon arc cutting (CAC-A) : Avec l'adjonction d'air sous pression pour chasser le métal en fusion[S 2]. Ce procédé peut être classée, par la norme ISO 4063 :2023, sous le numéro 821 qui correspond aux procédés de Coupage air-arc[S 3].

## Électrode de carbone
Une tige de carbone est utilisée comme électrode pour le soudage. Le diamètre de cette électrode de carbone est de 1,5 à 15 mm. Le diamètre de l'électrode varie en fonction de l'épaisseur du métal à souder. Une électrode de carbone de plus grand diamètre est utilisée pour souder des métaux plus épais. Une électrode de carbone de plus petit diamètre est utilisée pour souder des métaux plus fins. L'électrode de carbone est cylindrique et longue, la partie inférieure est conique (cône) et la pointe a un méplat de largeur 0,2 à 2,0 mm. Cette partie conique mesure à une hauteur de 20 mm. La longueur de la tige en carbone peut aller jusqu'à 300 mm. Le contact avec le circuit se fait par des pinces en cuivre ou un mince tube de cuivre. À titre d'exemple, le tableau suivant donne les paramètres (Diamètre de l'électrode et le courant requis) pour le soudage de métaux de 1,5 mm d'épaisseurs.
| Métal à souder       | Diamètre de l'électrode (mm) | Courant (ampères) |
| Cuivre               | 4                            | 70                |
| MS (acier doux)      | 3-4                          | 40                |
| SS (acier inoxydable | 3-4                          | 40                |

Parfois, une électrode en graphite est utilisée à la place d'une électrode en carbone. Le graphite est également un matériau carboné.

### Normes et standards
1. ↑  ISO, « Soudage et techniques connexes : Nomenclature et numérotation des procédés » , sur Organisation internationale de normalisation, 1990 (consulté le 21 avril 2024).
2. 1 2 3  AWS, « AWS A3.0M/A3.0:2020 » [archive] , sur Normadoc, 2020 (consulté le 21 mars 2024).
3. ↑  ISO, « Soudage et techniques connexes : Nomenclature et numérotation des procédés » , sur Organisation internationale de normalisation, 2023 (consulté le 21 avril 2024).